# モンス＝エノー大学
モンス＝エノー大学（モンス＝エノーだいがく、Université de Mons-Hainaut, UMH）は、ベルギーのモンスにある大学。フランスとの国境近くに位置する。

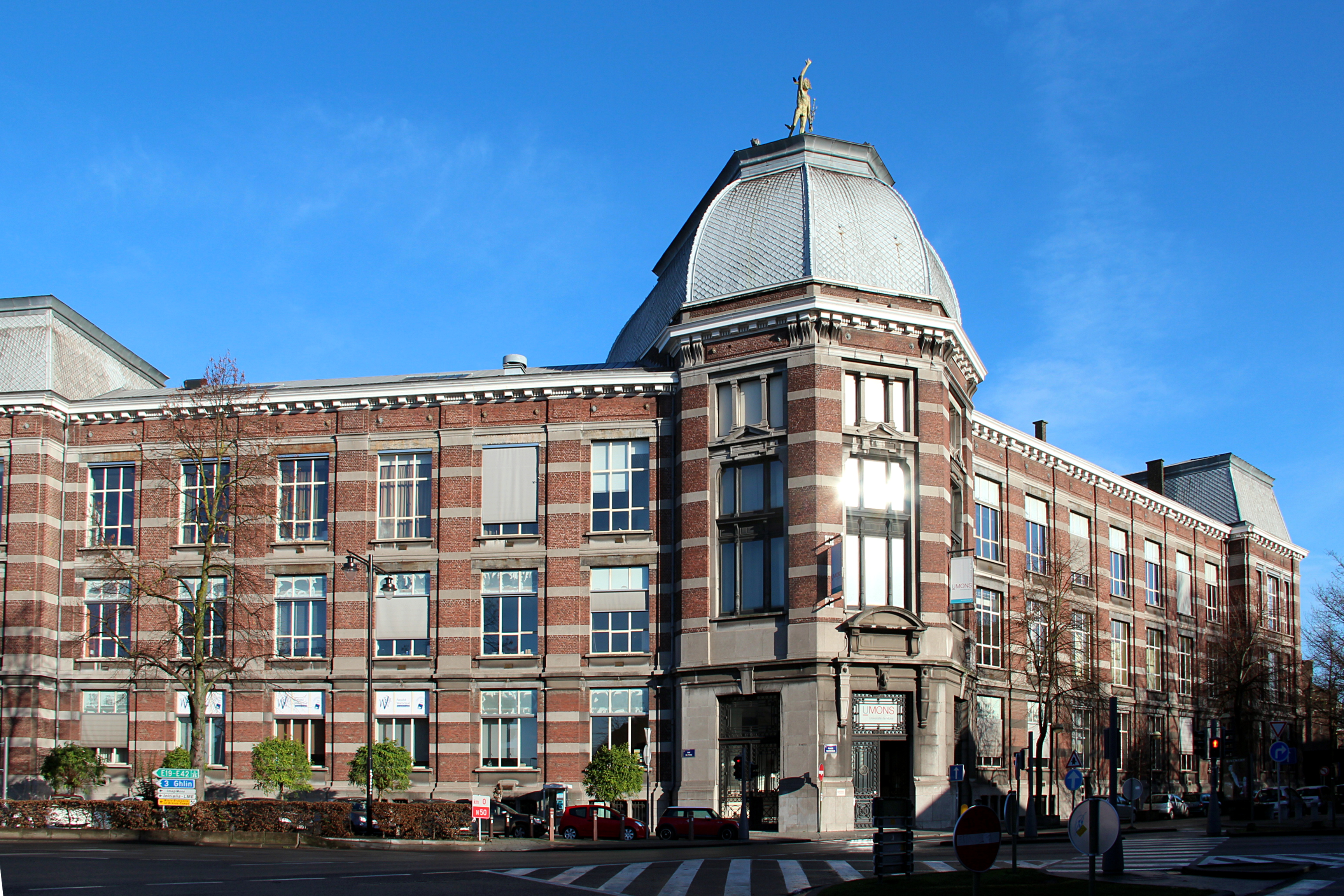
モンス＝エノー大学 (Université de Mons-Hainaut).

6つの学部（理学部、心理・教育学部、医学・薬学部、法学部、経済学部、人文科学・社会学部）と国際通訳学校 (École d'Interprètes Internationaux)、言語学院 (Institut de Linguisique) からなり、約4,500人の学生が在籍する。

## 合併
2007年7月6日、モンス＝エノー大学とモンス理工科学大学 (Faculté polytechnique de Mons) の理事会は、互いに合併することを満場一致で決定した。2009－2010学期から、モンス大学 (Université de Mons) として開校する予定である。